# Xiajiaying
Xiajiaying (kinesiska: 夏家营, 夏家营镇) är en köping i Kina. Den ligger i provinsen Shanxi, i den norra delen av landet, omkring 47 kilometer sydväst om provinshuvudstaden Taiyuan. Antalet invånare är 36 525. Befolkningen består av 18 064 kvinnor och 18 461 män. Barn under 15 år utgör 19,0 %, vuxna 15-64 år 73 %, och äldre över 65 år 7,0 %.
Genomsnittlig årsnederbörd är 616 millimeter. Den regnigaste månaden är juli, med i genomsnitt 207 mm nederbörd, och den torraste är januari, med 3 mm nederbörd.